# Bokšica
Bokšica (mađ. Baksa) je selo u južnoj Mađarskoj.
Zauzima površinu od 13,82 km četvorna.

## Zemljopisni položaj
Nalazi se na 45° 57' 13" sjeverne zemljopisne širine i 18° 5' 20" istočne zemljopisne dužine. Pečuh se nalazi 10 km sjeveroistočno. Garčin je 2 km sjeveroistočno, Reginja (Regenja) je 4,5 km istočno-sjeveroistočno, Dirovo (Kizdir) je 2,5 km jugoistočno, Ovčar je 4,5 km jugoistočno, Tengarin je manje od 2 km južno, Tišnja je 2 km zapadno, Valinje (Velinjevo) je 3 km sjeverozapadno, Pécsbagota je 3 km sjever-sjeverozapadno, Zuka je 4 km sjeverno.

## Upravna organizacija
Upravno pripada Pečuškoj mikroregiji u Baranjskoj županiji. Poštanski broj je 7834.

## Stanovništvo
Bokšica ima 836 stanovnika (2001.).

## Vanjske poveznice
- (mađ.) Baksa Önkormányzatának honlapja
- Bokšica na fallingrain.com